# سباق باريس روبيه 1900
طواف باريس 1900 هو سباق دراجات هوائية أقيم بتاريخ 15 أبريل، تكون السباق من مرحلة واحدة، وامتدّ لمسافة 268 كم بسرعة 37.352 كم/س، استغرق السباق 7 ساعات و10 دقيقة و30 ثانية.